# Ålands Sjöräddningssällskap

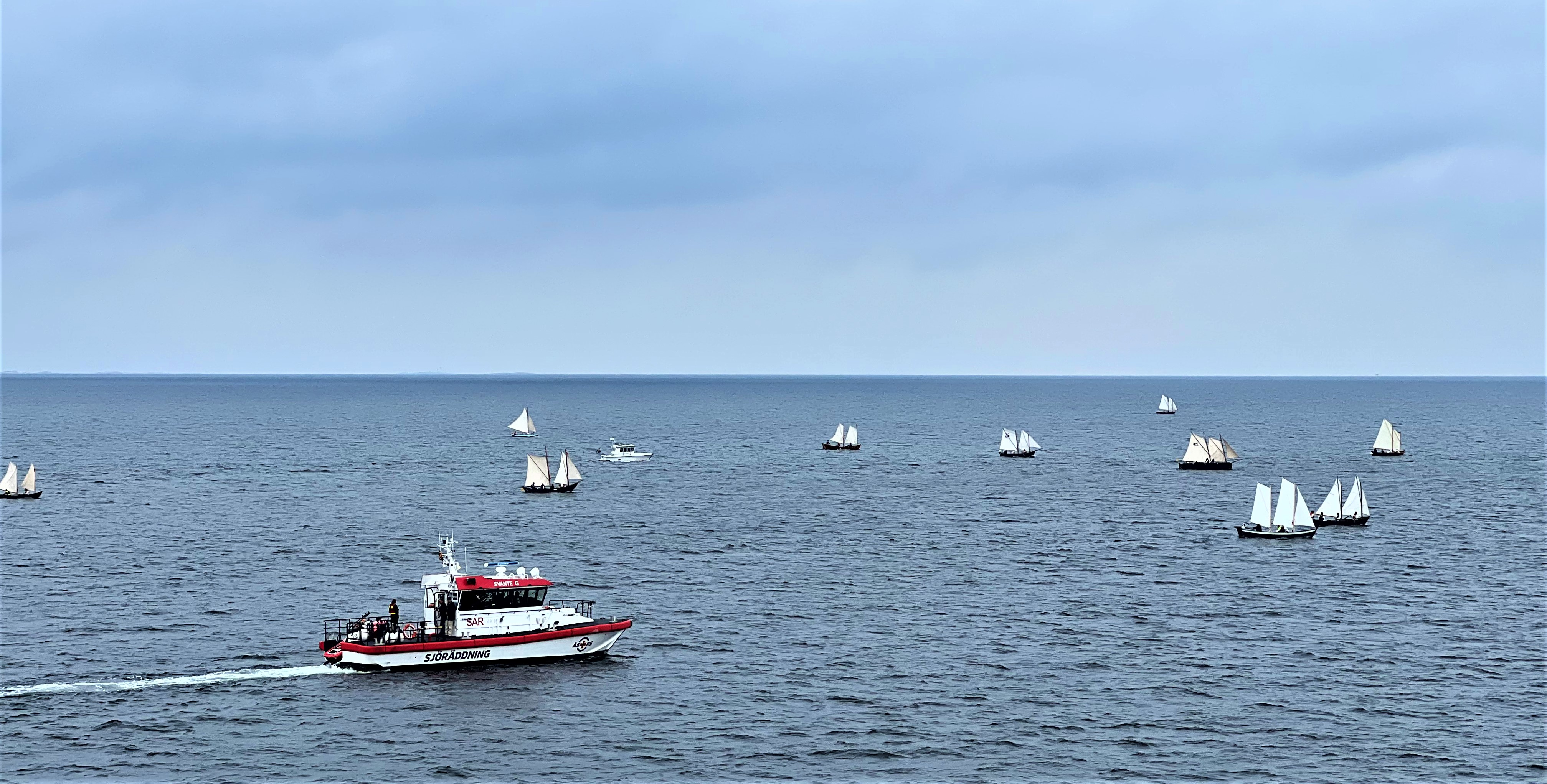
Rescue Svante G från Mariehamns sjöräddningsstation utanför Grisslehamn med deltagande båtar i Postrodden, 2022

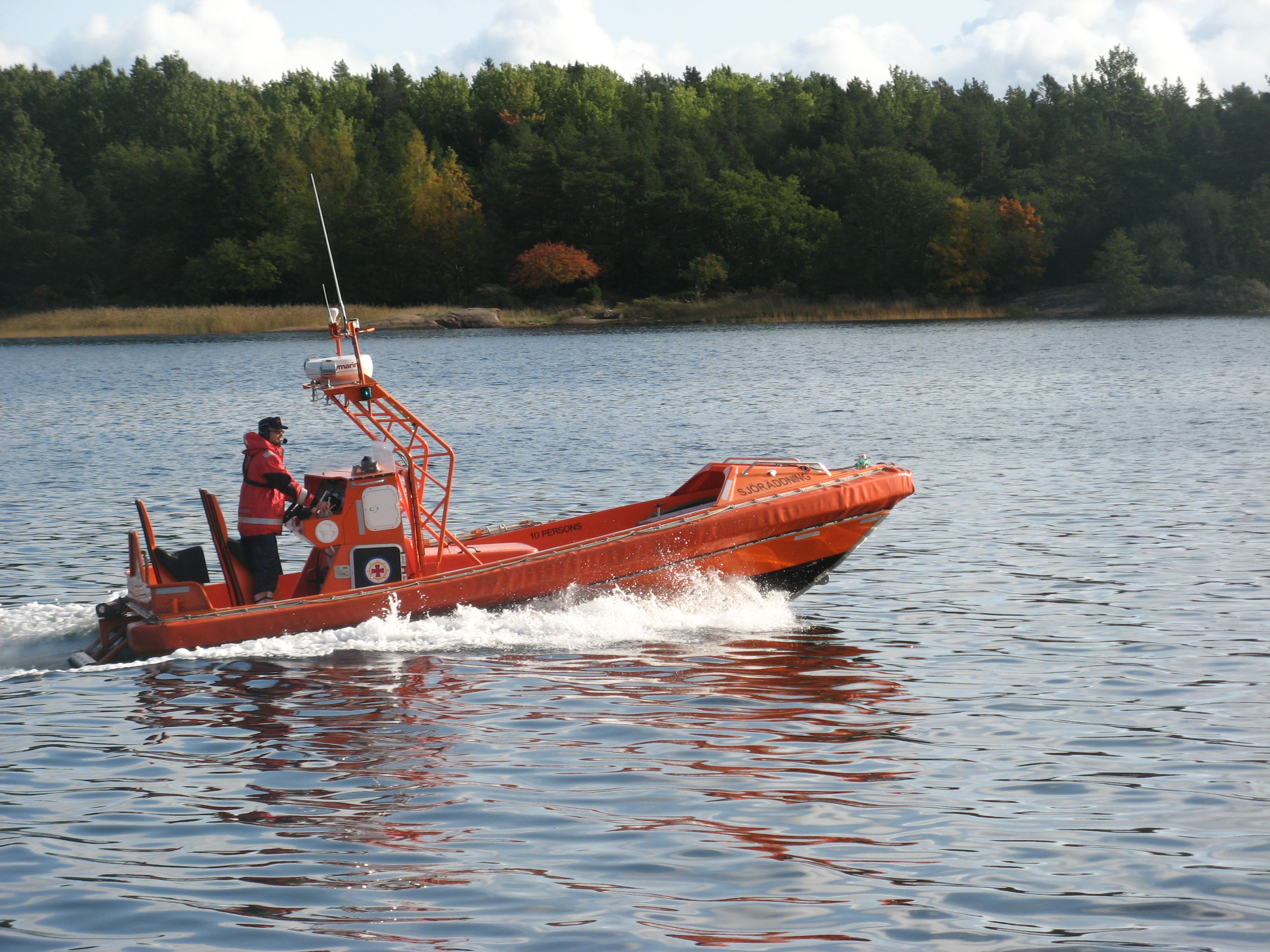
Rescue Stormskär från Vårdö sjöräddningsstation, en Norsafe Magnum-750 Fast Rescue Boat

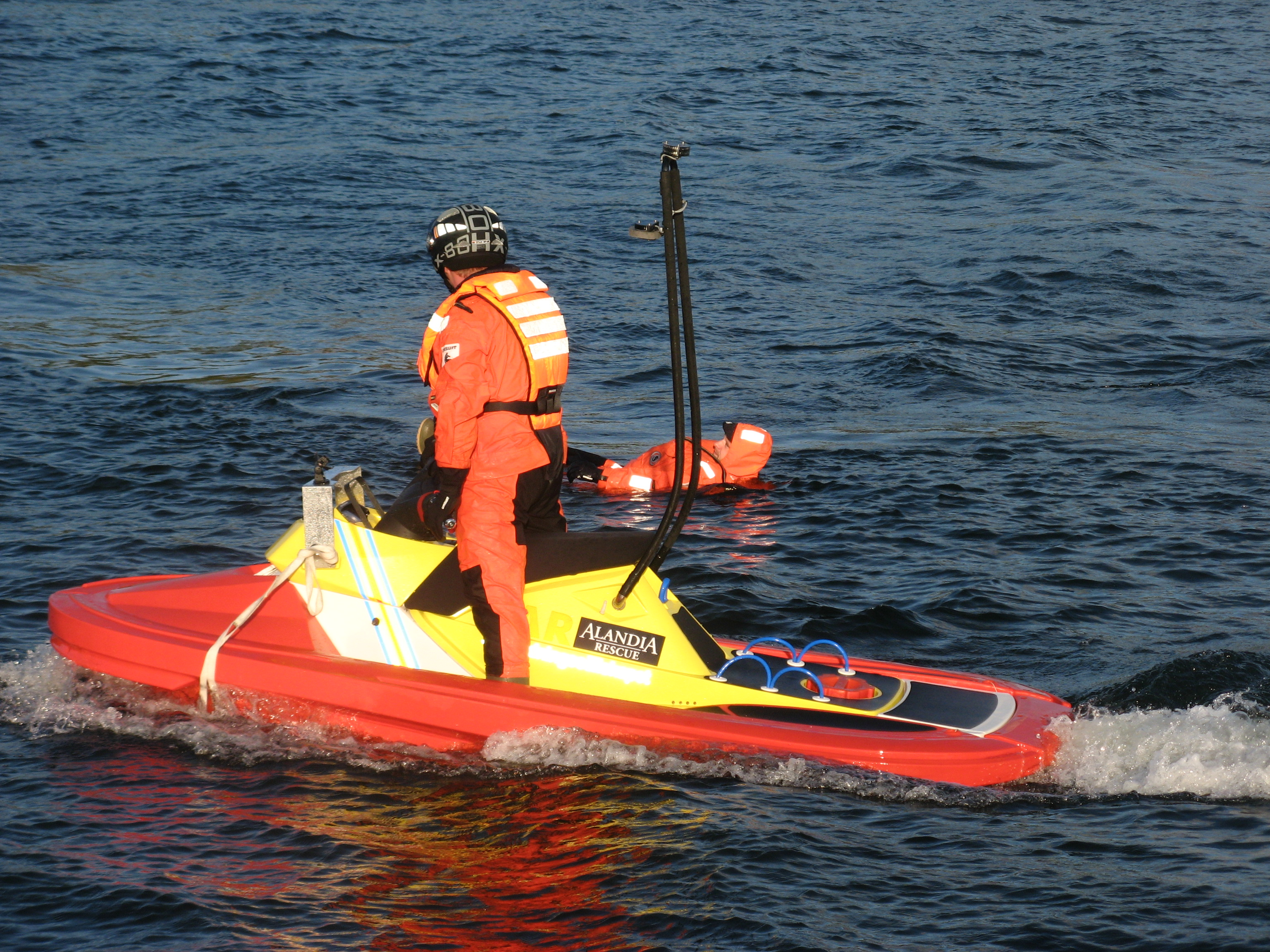
Rescuerunner

Ålands Sjöräddningssällskap r.f. är en finländsk ideell förening, som bedriver sjöräddning i vattnen runt Åland.
Sällskapet har sex räddningsstationer med tio räddningsfarkoster, knappt 200 frivilliga och finansieras främst med medel från Ålands Penningautomatförening.
Uppdragen är allt från bogsering och medlemsassistans till efterspaning av saknade och brandbekämpning i samarbete med frivilligbrandkårer och övrigt brandförsvar.
Sällskapet alarmeras och styrs under uppdrag primärt av Västra Finlands sjöbevakning, som i som tur är en del av Gränsbevakningsväsendet. Kontrollcentral för området är Åbo MRCC (Maritime Rescue Coordination Center).

## Räddningsstationer
- Mariehamns sjöräddningsstation
- Lumparlands sjöräddningsstation
- Brändö sjöräddningsstation
- Eckerö sjöräddningsstation
- Saltviks sjöräddningsstation
- Vårdö sjöräddningsstation